# Фельшебаніїт
Фельшебаніїт — мінерал, основний водний сульфат алюмінію.
Від назви родовища Бая-Спріє в Румунії (угор. — Фельшебаня), W.K.Haidinger, 1825.
Синоніми: фельзобаніїт, базоалюмініт.

## Опис
Хімічна формула: Al4[(OH)10SO4]•5H2O.
Містить у % (з родов. Бая-Спріє, Румунія): Al2O3 — 45,63; SO3 — 16,47; H2O — 37,27.
Сингонія ромбічна. Утворює кулясті променисті аґреґати пластинчастих кристалів, також зростки дощатих кристалів, таблитчастих і видовжених. Спайність ясна по (010) і (100). Густина 2,33. Тв. 1,5. Колір жовтий до білого. На площині спайності перламутровий полиск.

## Поширення
Зустрічається в родов. Бая-Спріє (Трансільванія, Румунія) разом з марказитом, антимонітом і баритом, на Самарській луці (біля м. Самара, Росія), в р-ні Желєзноводська (Північний Кавказ, Росія), Ірчестер, граф. Нортгемптоншир (Велика Британія) і в Кривому Розі (Україна). Рідкісний.